# Trzebieszów-Kolonia
Trzebieszów-Kolonia – wieś w Polsce położona w województwie lubelskim, w powiecie łukowskim, w gminie Trzebieszów.
| SIMC    | Nazwa        | Rodzaj    |
| ------- | ------------ | --------- |
| 0693227 | Dworszczyzna | część wsi |

W latach 1975–1998 miejscowość administracyjnie należała do województwa siedleckiego.
Wieś stanowi sołectwo w gminie Trzebieszów. Według Narodowego Spisu Powszechnego z roku 2011 wieś liczyła 342 mieszkańców.